# Spettatori nell'arena
Spettatori nell'arena è un dipinto a olio su tela (73x92 cm) realizzato nel 1888 dal pittore Vincent van Gogh.
È conservato nel Museo dell'Ermitage di San Pietroburgo.
È rappresentata l'arena romana di Arles, con un pubblico in subbuglio per la corrida.
Qui si nota chiaramente l'acuta osservazione con cui il pittore si concentra sul pubblico, anziché sull'evento sportivo, che viene relegato in fondo alla scena e vagamente accennato con qualche indefinita pennellata. I toreri stanno salutando il pubblico dopo aver abbattuto il toro, e gli uomini si accalcano ai bordi dell'arena per rendergli omaggio; viceversa, le donne (in costume tipico arlesiano) già hanno incominciato ad imboccare le uscite, lasciando gli spalti semivuoti: chi chiacchierando in gruppo, chi in solitaria, magari accennando qualche occhiata "storta" verso il pittore.
Questo dipinto, insieme alla serie dei Les Alyscamps, è l'unico in cui il pittore raffigura una delle tante rovine romane presenti ad Arles, ma da lui quasi sempre ignorate. Ancora oggi, in estate, nell'arena romana di Arles vengono organizzate corride e corse di carri.